# Maximilian von Pernstein

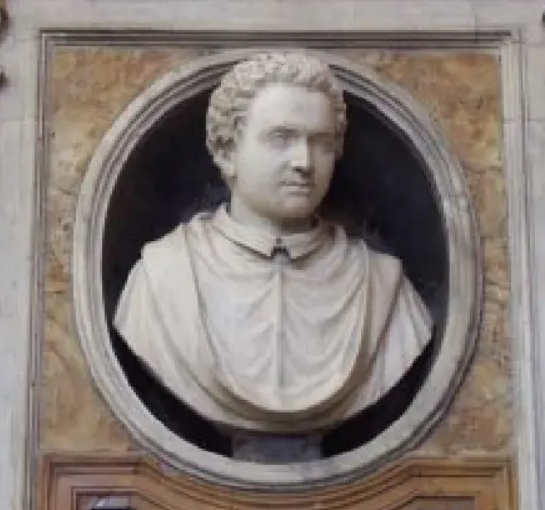
Büste Maximilians, Grabdenkmal in der Basilika S. Maria Maggiore

Maximilian von Pernstein (tschechisch Maxmilian z Pernštejna; * 1575; † 2. September 1593 in Rom) war Kanoniker von Olmütz sowie Päpstlicher Kammerherr. Er entstammte dem böhmisch-mährischen Adelsgeschlecht Pernstein.

## Leben
Seine Eltern waren der Oberstkanzler von Böhmen Vratislav von Pernstein und Maria Manrique de Lara (1538–1608). Beim Tod des Vaters 1582 war Maximilian erst sieben Jahre alt. Da er von seinen Eltern für den geistlichen Beruf bestimmt wurde, lebte er schon als Knabe auf dem Hof des Olmützer Bischofs Stanislaus Pavlovský von Pavlovitz. Dieser wandte sich bereits 1585 an den Papst mit der Bitte, dem damals zehnjährigen Maximilian ein Kanonikat in Olmütz zu übertragen. Im März 1589 wurde Maximilian an das Jesuitenkolleg in Rom gegeben, wo er höhere theologische Studien betreiben sollte. 1590 übertrug ihm der Papst das beantragte Olmützer Kanonikat. Obwohl es zunächst als ein Benefizium gedacht war, wurden damit auch die Niederen Weihen verbunden. 
Zu den Förderern Maximilians gehörte auch der 1592 gewählte Papst Clemens VIII. Er entsandte ihn mit einer Diplomatischen Mission zum polnischen König Sigismund III. Wasa. Ihm sollte Maximilian die Segenswünsche des Papstes zum Erwerb der Krone Schwedens überbringen. Nach der Rückkehr bestätigte ihm der Papst das Olmützer Benefiziat und ernannte ihn zugleich zum Päpstlichen Kammerherrn. Mit der Beförderung sollte Maximilian vermutlich als möglicher Kandidat für die Nachfolge am Olmützer Bischofsstuhl ins Gespräch gebracht werden. Dazu kam es nicht mehr, da der gerade erst achtzehnjährige Maximilian überraschend Anfang September 1593 in Rom verstarb. 
Maximilians Leichnam wurde in der Basilika S. Maria Maggiore beigesetzt. Das im Auftrag seiner Mutter errichtete Marmor-Epitaph mit der Büste Maximilians und dem Wappen der Pernsteiner, das aus weißem und schwarzem Marmor zusammengesetzt wurde, befindet sich rechts vom Haupteingang.